# Navour-sur-Grosne
Navour-sur-Grosne es una comuna nueva francesa situada en el departamento de Saona y Loira, de la región de Borgoña-Franco Condado.

## Historia
Fue creada el 1 de enero de 2019, en aplicación de una resolución del prefecto de Saona y Loira de 13 de noviembre de 2018 con la unión de las comunas de Brandon, Clermain y Montagny-sur-Grosne, pasando a estar el ayuntamiento en la antigua comuna de Clermain.

## Demografía
Según los datos aportados en la resolución del prefecto de Saona y Loira, la comuna se crea con 657 habitantes.

## Composición
| Comuna fusionada    | Código INSEE | Población (2016) | Superficie (km²) | Densidad (hab./km²) |
| ------------------- | ------------ | ---------------- | ---------------- | ------------------- |
| Brandon             | 71055        | 298              | 10.14            | 29                  |
| Clermain            | 71134        | 228              | 5.78             | 39                  |
| Montagny-sur-Grosne | 71304        | 120              | 6.84             | 18                  |